# Mihanovićev Dol
Mihanovićev Dol is een plaats in de gemeente Klanjec in de Kroatische provincie Krapina-Zagorje. De plaats telt 343 inwoners (2001).